# Чэньцан
Чэньца́н (кит. упр. 陈仓, пиньинь Chéncāng) — район городского подчинения городского округа Баоцзи провинции Шэньси (КНР).

## История
В эпоху Чжоу младший брат матери чжоуского Вэнь-вана — Го Чжун (虢仲) — получил в этих местах удел, получивший название Сиго (西虢). В 762 году до н. э. на территории современного уезда Мэйсянь в месте слияния рек Цяньхэ и Вэйхэ была основана столица царства Цинь, получившая название Чэньцан. После того, как земли Сиго вошли в состав царства Цинь, в 714 году до н.э. циньский Сянь-гун, готовясь к военному походу, перенёс столицу из Чэньцана в Пинъян на территории современного района Чэньцан.  В 687 году до н. э. в этих местах был создан уезд Госянь (虢县); восточная часть современного района Чэньцан с 361 года до н. э. входила в состав уезда Чэньцан (陈仓县).
При империи Восточная Хань уезд Госянь был присоединён к уезду Юнсянь (雍县), его бывший административный центр стал посёлком Гочжэнь (虢镇).
При империи Северная Вэй в посёлке Гочжэнь с 437 года разместились власти округа Уду (武都郡). В 526 году на северо-западе современного района Чэньцан были созданы уезды Чаншэ (长蛇县) и Нанью (南由县). При империи Западная Вэй в 538 году уезд Нанью был расформирован, а в 547 году окрестности посёлка Гочжэнь были выделены в уезд Лои (洛邑县). При империи Северная Чжоу в 564 году уезд Нанью был создан вновь.
При империи Суй в 598 году уезд Чаншэ был переименован в Ушань (吴山县), а позднее был расформирован. В 607 году уезд Лои был переименован в Госянь. В 617 году был вновь создан уезд Чаншэ, позднее вновь переименованный в Ушань.
При империи Тан в 634 году уезд Госянь был расформирован, но в 691 году создан вновь. В 657 году уезд Чэньцан был переименован в Баоцзи (宝鸡县). В 808 году уезд Нанью был присоединён к уезду Ушань; его административный центр стал посёлком Нанью (南由镇).
При империи Сун в 969 году окрестности посёлка Нанью были выделены в уезд Лунъань (陇安县). После того, как эти места были захвачены чжурчжэнями, уезд Лунъань был расформирован, но в 1208 году создан вновь. После монгольского завоевания уезд Госянь был в 1264 году присоединён к уезду Баоцзи, а в 1270 году уезды Лунъань и Ушань были присоединены к уезду Циюань (禥源县); в результате основная часть территории современного района Чэньцан оказалась в составе уезда Баоцзи.
Во время гражданской войны эти места были заняты войсками коммунистов в июле 1949 года, и властями коммунистов урбанизированная часть уезда Баоцзи была выделена в город Баоцзи. В 1950 году был создан Специальный район Баоцзи (宝鸡专区), и уезд вошёл в его состав. В 1956 году Специальный район Баоцзи был расформирован, и уезд перешёл в прямое подчинение властям провинции Шэньси. В ноябре 1958 года уезд Баоцзи был расформирован, а его земли вошли в состав города Баоцзи. В 1961 году Специальный район Баоцзи был создан вновь, и уезд Баоцзи был воссоздан. В 1969 году Специальный район Баоцзи был переименован в Округ Баоцзи (宝鸡地区). В 1971 году округ Баоцзи был опять расформирован, и уезд Баоцзи перешёл в подчинение властям города Баоцзи. В 1979 году округ Баоцзи был создан вновь, и уезд перешёл в подчинение властям округа.
В 1980 году были расформированы округ Баоцзи и город Баоцзи, и создан Городской округ Баоцзи; уезд Баоцзи вошёл в состав городского округа. В 2003 году уезд Баоцзи был расформирован, а вместо него образован район Чэньцан.

## Административное деление
Район делится на 3 уличных комитета и 15 посёлков.